# 1813 en Irlande
Chronologie de l'Irlande
- 1809
- 1810
- 1811
- 1812
- 1813
- 1814
- 1815
- 1816
- 1817

Cette page liste des évènements de l'année 1813 en Irlande.

## Naissances
- 6 septembre : Naissance d'Isaac Butt, homme politique et fondateur du mouvement du Home Rule[1].